# Клинье, Марион
Марион Клинье (фр. Marion Clignet, род. 21 февраля 1964, Чикаго, Иллинойс) — американская, а позднее французская велогонщица международного класса. Двукратный серебряный призёр олимпийский игр и шестикратная чемпионка мира по трековому велоспорту.

## Карьера
В возрасте 22 лет у Марион Клинье диагностировали эпилепсию, и врачи запретили ей водить машину. Поэтому она стала заниматься велоспортом. В 1990 году, в возрасте 26 лет, заняла второе место на чемпионате США по шоссейному велоспорту, но Федерация велосипедного спорта США отказала ей в участии в других соревнованиях. Тогда Марион Клинье решила выступать за Францию, родину своих родителей. Она выступала за Францию на трёх Олимпийских играх.
В 1991 году в составе сборной Франции вместе с Натали Жендрон, Катрин Марсаль и Сесиль Оден Клинье выиграла титул чемпионки мира в командной шоссейной гонке. В этом же городе проходил чемпионат мира по трековому велоспорту, где Клинье завоевала бронзовую медаль в индивидуальной гонке преследования, уступив только немке Петре Росснер и американке Яни Эйкхофф.
В 1992 году участвовала в Олимпийских играх в Барселоне, где заняла 33-е место в индивидуальной гонке, а год спустя, на чемпионате мира по трековому велоспорту в Хамаре, стала второй в индивидуальной гонке преследования после американки Ребекки Твигг.
В 1993 году заняла второе место в Гранд Букль феминин, а в 1994 году выиграла Хроно Наций. В том же году стала чемпионкой мира в индивидуальной гонке преследования на треке; она повторила этот успех в 1996 и 1999 годах. В 1999 и 2000 годах также становилась чемпионкой мира в гонке по очкам. Помимо этого выиграла несколько национальных титулов Франции на треке и шоссе.
Олимпийские игры 1996 года в Атланте принесли ей серебряную медаль в индивидуальной гонке преследования, в которой она уступила только итальянке Антонелле Беллутти. Этот успех француженка повторила на Играх в Сиднее в 2000 году, на этот раз уступив Леонтин ван Морсел из Нидерландов.
Тем временем Марион завоевала золотые медали в индивидуальной гонке преследования и гонке по очкам на чемпионате мира 1999 года в Берлине. Её последняя медаль была завоёвана на чемпионате мира в Манчестере в 2000 году, где она выиграла гонку по очкам, опередив немку Юдит Арндт и россиянку Ольгу Слюсареву. Последним её успехом было третье место в шоссейной гонке Трофе де гримпёр в 2004 году.
После завершения велосипедной карьеры она тренировала различные профессиональные команды, включая BBox Bouygues Telecom. Она также была спортивным тренером и работала в компании Airbus. В 2005 году была тренером молодёжной сборной Новой Зеландии по велоспорту. Написала автобиографию Tenace и занимается популяризацией знаний об эпилепсии. В настоящее время она является пресс-секретарем французского «Фонда исследования эпилепсии»; с 1988 по 1990 год она занимала эту должность в американском «Фонде эпилепсии Америки». Является заместителем председателя Французской ассоциации женщин-велосипедисток (AFCC), которая занимается развитием женского велоспорта и организацией гонок для женщин.

## Допинг
В 1993 году Марион Клинье сдала положительный тест на кофеин на чемпионате мира и была дисквалифицирована на семь месяцев за употребление допинга.

## Достижения

### Шоссе
1989
 Чемпионате США — командная гонка
3-я на Чемпионате США — групповая гонка
1990
1-й этап Tour de la CEE féminin
4-й этап Вуменс Челлендж
2-я на Чемпионате США — групповая гонка
2-я на Гран-при Ле Форж ен Бретань
3-я на Чемпионате США — индивидуальная гонка
1991
 Чемпионат мира — коммандная гонка (с Натали Жендрон, Сесиль Оден и Катрин Марсаль)
 Чемпионат Франции — групповая гонка
Гран-при Ле Форж ен Бретань
Гран-при кантона Цюрих
Генеральная классификация
1-й этап
Канадиан Тайр Классик
Генеральная классификация
2-й и 3-й этапы
Тур де ла Дром
Генеральная классификация
1-й, 2-й и 3-й этапы
2-й и 6-й этапы Тура Нижней Саксонии
2-я на маршруте Мускаде
5-й этап (ITT) Тур де л'Од феминин
Этуаль Вогезов
2-я в генеральной классификации
3-й этап
1992
Гран-при Ле Форж ен Бретань
Тур Финистер
3-я в генеральной классификации
1-й этап
2-я на Чемпионат Франции — групповая гонка
1993
 Чемпионат Франции — групповая гонка
Тур Сицилии
Генеральная классификация
1-й, 2-й и 4-й этапы
Тур по территории Бельфора
Генеральная классификация
2-й и 4-й этапы
Тур де л'Од феминин
3-я в генеральной классификации
5-й и 6-й этапы
Гранд Букль феминин
2-я в генеральной классификации
9-й этап (ITT)
Тур Финистер
2-я в генеральной классификации
1-й, 2-й, 4-й, 7-й и 8-й этапы
2-й этап Этуаль Вогезов
1994
Хроно Наций
2-й этап Тура Майорки
2-й и 3-й этапы Тура Верхней Гаронны
8-я на Чемпионат мира —  индивидуальная гонка
1995
Многодневная гонка Солнечной долины:
Генеральная классиификация
1-й и 2-й (ITT) этапы
1996
 Чемпионат Франции — групповая гонка
Тур Финистер
Генеральная классификация
Пролог, 1-й, 2-й, 3-й, 4-й и 5-й этапы
1-й и 9-й этапы Тур де л'Од феминин
Тур Вандеи
Генеральная классификация
1-й, 2-й и 3-й этапы
2-й этап Тура Аквитании
Трасса дю Мускаде
5-я на Олимпийские игры — индивидуальная гонка
6-я на Чемпионат мира — индивидуальная гонка
1997
Джиро Порденоне
Генеральная классификация
1-й этап
1999
3-й этап Тура Аквитании
4-я на Трофи Интернешнл
2000
Трасса дю Мускаде
3-я на Чемпионате Франции — групповая гонка
10-я на Примавера Роза
2003
2-я на Приз города Мон-Пюжоль (женский)
2004
3-я на Трофе де гримпёр

### Трек
1991
 Чемпионат Франции — индивидуальная гонка преследования
3-я на Чемпионате мира — индивидуальная гонка преследования
1992
2-я на Чемпионат Франции — индивидуальная гонка преследования
1993
2-я на Чемпионате мира — индивидуальная гонка преследования
1994
 Чемпионат мира — индивидуальная гонка преследования
1995
 Чемпионат Франции — индивидуальная гонка преследования
1996
 Чемпионат мира — индивидуальная гонка преследования
 Чемпионат Франции — индивидуальная гонка преследования
2-я на Олимпийские игры — индивидуальной гонке преследования
1999
 Чемпионат мира — индивидуальная гонка преследования
 Чемпионат мира — гонка по очкам
2-я на Чемпионат Франции — индивидуальная гонка преследования
2000
 Чемпионат мира — гонка по очкам
 Чемпионат Франции — индивидуальная гонка преследования
 Чемпионат Франции — гонка по очкам
2-я на Олимпийские игры — индивидуальная гонка преследования
2003
2-я на Чемпионат Франции — индивидуальная гонка преследования

#### Мировой рекорд
- 31 августа 1996 года в Манчестере — мировой рекорд по старту на 3 км стоя за 3:30:092

### Дуатлон
В таблице представлены наиболее значимые результаты (подиумы), достигнутые в чемпионате Франции по дуатлону с 2008 года.
| Год  | Соревнование                                       | Страна  | Место | Время                     |
| ---- | -------------------------------------------------- | ------- | ----- | ------------------------- |
| 2008 | Чемпионат Франции по дуатлону на длинные дистанции | Франция | 1     | 5 часов 9 минут 1 секунда |

## Государственные награды
- Орден «За заслуги», 2004[10].